# Liste der Monuments historiques in Damery (Marne)
Die Liste der Monuments historiques in Damery führt die Monuments historiques in der französischen Gemeinde Damery auf.

## Liste der Immobilien
| Bezeichnung       | Beschreibung           | Standort                 | Kennzeichnung | Schutzstatus | Datum | Bild           |
| ----------------- | ---------------------- | ------------------------ | ------------- | ------------ | ----- | -------------- |
| Kirche St-Georges | ab dem 12. Jahrhundert | Place de l’Église (Lage) | PA00078689    | Classé       | 1911  | weitere Bilder |

## Liste der Objekte
| Bezeichnung                                               | Beschreibung                                                                                 | Standort                        | Kennzeichnung | Schutzstatus | Datum     | Bild |
| --------------------------------------------------------- | -------------------------------------------------------------------------------------------- | ------------------------------- | ------------- | ------------ | --------- | ---- |
| Orgel                                                     | Ensemble aus PM51000354 und PM51000359                                                       | in der Kirche St-Georges (Lage) | PM51001749    | Classé       | 1911 1978 |      |
| Orgelempore und -prospekt                                 | Prospekt 1712 für ein Kloster in Reims gebaut und 1792 nach Damery versetzt; Empore von 1771 | in der Kirche St-Georges (Lage) | PM51000354    | Classé       | 1911      |      |
| Instrumentalteil der Orgel                                | 1712 für ein Kloster in Reims gebaut und 1792 nach Damery versetzt                           | in der Kirche St-Georges (Lage) | PM51000359    | Classé       | 1978      |      |
| Skulptur eines Heiligen                                   | Holz, Anfang des 19. Jahrhunderts                                                            | in der Kirche St-Georges (Lage) | PM51002640    | Inscrit      | 1977      |      |
| Votivkreuz                                                | Holz, 17. Jahrhundert                                                                        | in der Kirche St-Georges (Lage) | PM51003547    | Inscrit      | 2015      |      |
| Kruzifix                                                  | Holz, 16. Jahrhundert                                                                        | in der Kirche St-Georges (Lage) | PM51003292    | Inscrit      | 1991      |      |
| Kommuniontisch                                            | Schmiedeeisen, vergoldet, 18. Jahrhundert                                                    | in der Kirche St-Georges (Lage) | PM51000356    | Classé       | 1911      |      |
| Skulpturengruppe Unterweisung Mariens                     | Holz, 17. Jahrhundert                                                                        | in der Kirche St-Georges (Lage) | PM51002636    | Inscrit      | 1977      |      |
| Kanzel                                                    | Holz, 19. Jahrhundert                                                                        | in der Kirche St-Georges (Lage) | PM51002641    | Inscrit      | 1977      |      |
| Chorgestühl                                               | Holz, 18. Jahrhundert                                                                        | in der Kirche St-Georges (Lage) | PM51000355    | Classé       | 1911      |      |
| Skulptur Sitzende Madonna mit Kind                        | Holz, 17. Jahrhundert                                                                        | in der Kirche St-Georges (Lage) | PM51002635    | Inscrit      | 1977      |      |
| Skulptur Heiliger Georg                                   | Holz, 17. Jahrhundert                                                                        | in der Kirche St-Georges (Lage) | PM51002637    | Inscrit      | 1977      |      |
| Skulptur eines kopftragenden Heiligen                     | Stein, 17. Jahrhundert                                                                       | in der Kirche St-Georges (Lage) | PM51003291    | Inscrit      | 1991      |      |
| Gemälde Martyrium des heiligen Sebastian                  | Ölfarbe auf Leinwand, 17. oder 18. Jahrhundert                                               | in der Kirche St-Georges (Lage) | PM51003740    | Inscrit      | 1974      |      |
| Gemälde Auferstehung Christi                              | Ölfarbe auf Leinwand, vergoldeter Holzrahmen, 17. Jahrhundert                                | in der Kirche St-Georges (Lage) | PM51000357    | Classé       | 1973      |      |
| Gemälde Madonna mit Kind                                  | Ölfarbe auf Leinwand, 1753 von Louis Watteau; vergoldeter Holzrahmen, 18. Jahrhundert        | in der Kirche St-Georges (Lage) | PM51000358    | Classé       | 1973      |      |
| Gemälde Gnadenerweis Ludwig XIII. für François de Baradat | Ölfarbe auf Leinwand, um 1700                                                                | in der Kirche St-Georges (Lage) | PM51001738    | Classé       | 2008      |      |
| Skulptur einer Orantin                                    | Holz, vergoldet, 18. Jahrhundert                                                             | in der Kirche St-Georges (Lage) | PM51002639    | Inscrit      | 1977      |      |
| Beichtstuhl                                               | Holz, 18. Jahrhundert                                                                        | in der Kirche St-Georges (Lage) | PM51002642    | Inscrit      | 1977      |      |
| Skulptur Heiliger Hubertus zu Pferd                       | Holz, 17. Jahrhundert                                                                        | in der Kirche St-Georges (Lage) | PM51000360    | Classé       | 1979      |      |
| Skulptur Stehende Madonna mit Kind                        | Holz, 18. Jahrhundert                                                                        | in der Kirche St-Georges (Lage) | PM51002634    | Inscrit      | 1977      |      |
| Skulptur Heiliger Vinzenz                                 | Holz, 18. Jahrhundert                                                                        | in der Kirche St-Georges (Lage) | PM51002638    | Inscrit      | 1977      |      |
| Taufbecken                                                | Stein, Kupferdeckel, 16. Jahrhundert                                                         | in der Kirche St-Georges (Lage) | PM51002643    | Inscrit      | 1977      |      |